# إعلان استقلال تكساس
أٌعلِن عن استقلال جمهورية تكساس عن المكسيك في ثورة تكساس التي جرت في الفترة بين (2 أكتوبر 1835 و 21 أبريل 1836)، اعتُمِد هذا الاستقلال في الثاني من مارس عام 1836 ضمن اتفاقية «واشنطن أون برازوس» (موقع تاريخي للدولة تأسس على طول نهر برازوس في مقاطعة واشنطن تكساس عندما كانت ما تزال جزءًا من المكسيك)، التي وُقّعت في اليوم التالي من الإعلان بعد ملاحظة أخطاء في النص.

## الخلفية
أطلق المستوطنون ثورة تكساس في أكتوبر 1835، في تكساس المكسيكية.
مع هذا كله، ناضل الكثيرون داخل العاصمة «أوستن» لفهم ما كان الهدف النهائي للثورة. اعتقد البعض أنه من الواجب الاستقلال التام عن المكسيك، في حين سعى آخرون لإعادة تفعيل وتطبيق الدستور المكسيكي لعام 1824، حيث قدّم الدستور المكسيكي حريّات أكبر من تلك التي أعلنتها الحكومة المركزية في المكسيك في العام المنصرم. ولتسوية هذه القضيّة تمت المطالبة باتفاقية مارس 1836.
اختلفت هذه الاتفاقية عن مجالس تكساس السابقة في عامي (1832-1833)، ومجالس الشورى عام 1835. كان من بين المفوّضين المشاركين في المؤتمر، شباب وصلوا مؤخّرًا من الولايات المتحدة إلى تكساس، في انتهاكٍ لحظر الهجرة التي فرضته المكسيك في أبريل 1830، بالرغم من مشاركة العديد منهم في واحدة من المعارك عام 1835. كان من بين الموقعين اثنان من سكّان تكساس الأصليين والمعروفين هما «خوسيه فرانسيسكو رويز» و«خوسيه أنطونيو نافارو». كان غالبية المفوضين من الحزب وكانوا مصممين على ضرورة إعلان استقلال تكساس عن المكسيك. وفي الثامن والعشرين من فبراير، كان قد وصل واحد وأربعين مُقوّضًا إلى واشنطن أون برازوس.

## التطوير
انعقد المؤتمر في الأول من مارس برئاسة السياسي والقاضي «ريتشارد إليس»، حيث قام المُفوّضون باختيار خمسة من الأعضاء لتشكيل لجنة من شأنها صياغة مسودّة لإعلان الاستقلال؛ حيث ضمّت كلًا من «إدوارد كونراد»، «جميس جاينز»، «بيلي هارديمان»، «كولين ماكيني» وبرئاسة السياسي والمحامي «جورج تشايلدرس»، قدّمت اللجنة مسودّتها في غضون 24 ساعة فقط، مما قاد المؤرّخين للتكهن بقيام «تشايلدرس» بكتابة الكثير منها قبل وصوله للاتفاقية.
تمّت الموافقة على إعلان الاستقلال دون مناقشة في الثاني من مارس، حيث أُعلِن فيه بأن الحكومة المكسيكية توقّفت عن حماية أرواح الناس وحرياتهم وممتلكاتهم؛ أولئك الذي استمدّت منهم سلطتها الشرعية. واشتكى من أعمال التعسّف، الاضطهاد والاستبداد. أُشير في جميع أنحاء الإعلان لعدد من قوانين، حقوق وأعراف الولايات المتحدة. شُطبت من الإعلان حقيقة أن المؤلّف وعدد من الموقعين كانوا من مواطني الولايات المتحدة، وانّهم اتخذوا مكانًا لهم في/احتلّوا تكساس بشكل غير قانوني، ولهذا السبب لم يكن لديهم أي حقوق في حكومة المكسيك. وضّح الإعلان أيضًا أن الرجال قد اعتادوا على قوانين وامتيازات الولايات المتحدة، لذا لم يكونوا على عِلم بلغة، دين وتقاليد الأمّة التي يتمرّدون ضدها.
تأسست جمهورية تكساس رسميًا بعد الإعلان، بالرغم من عدم الاعتراف بها في ذلك الوقت رسميًا من قِبل أي حكومة إلا نفسها. ولا تزال الجمهورية المكسيكية تُطالب بالأرض معتبرةً أن المفوّضين غزاة.
يذكر الإعلان الأسباب التي أدّت للانفصال، وذلك من بين عدّة أمور أخرى:
- إلغاء دستور المكسيك لعام 1824، المؤسس لجمهورية فيدرالية واستبداله بدكتاتورية عسكرية مركزيّة من قِبل الجنرال «أنطونيو لوبيز دي سانتا آنا». (وفقًا لوجهة النظر المكسيكية، فقد قضت الانتخابات التي جرت عام 1835 على العديد من السياسيين المحافظين الذين كانوا يعتزمون تقوية الحكومة المكسيكية والدفاع عن أمّتهم من الغزو غير الشرعي للمهاجرين الأمريكيين. عدّلوا دستور عام 1824 بإصدارهم القوانين السبعة.
- دعت الحكومة المكسيكية المستوطنين إلى تكساس واعدة إيّاهم بالحرية الدستورية والحكومة الجمهورية، لكنّها تراجعت عن هذه الضمانات فيما بعد. (لم يذكر أن العديد من المستوطنين بمن فيهم المؤلّف وغالبية الموقّعين كانوا غير مدعوّين، ومتسللين غير شرعيين).[8]
- كانت تكساس في الاتحاد مع ولاية «كواويلا» المكسيكية باسم «كواويلا ي تيجاس»، مع العاصمة في «سالتيو» البعيدة، وبالتالي كانت تُحدد شؤون تكساس على مسافة كبيرة من المقاطعة، وباللغة الاسبانية، التي أطلق عليها المهاجرون تسمية «اللسان غير المعروف/المجهول».
- رُفضت الحقوق السياسية التي اعتاد عليها المستوطنون في الولايات المتحدة، كحق امتلاك وحمل الأسلحة، حق المحاكمة أمام هيئة محلّفين. تعرّض حق الاحتفاظ بالرِق للخطر إثر دستور المكسيك عام 1824.
- لم يتم التأسيس لأي نظام تعليميّ عام.
- سُمّيت محاولات الحكومة المكسيكية لفرض الرسوم على الاستيراد بِ (هجمات القراصنة) من قِبل (الأجانب الخارجين عن القانون).
- لم تكن الحريّة الدينية أمرًا يسيرًا، حيث كان مطلوبًا من جميع المواطنين القانونيين اعتناق الكاثوليكية.

بناءً على إعلان استقلال الولايات المتحدة، فقد احتوت صيغة إعلان استقلال تكساس على العديد من تعبيرات المبادئ السياسية الأمريكية التي لا تُنسى:
- حق المُحاكمة أمام هيئة مُحلّفين، الحامي الوحيد للحريّة المدنيّة والضمان الآمن لحياة وحريّة وممتلكات المواطن.

## الموقّعين على الاتفاقية
وقّع على إعلان الاستقلال في تكساس ستون رجلًا. كانت المكسيك هي مسقط رأس ثلاثة منهم، في حين أن المتبقّين كانوا قد انتقلوا من الولايات المتحدة إلى تكساس. عاش عشرة منهم في تكساس لأكثر من ست سنوات، بينما كان ربعهم في المقاطعة لمدة تقل عن عام واحد. وهذا يعتبر أمرًا مهمًا كونه يُشير إلى أن غالبية الذين وقّعوا قد انتقلوا إلى تكساس من بعد قانون 6 أبريل عام 1830، الذي يحظر الهجرة، أي أن القانون كان ساري المفعول وبالتالي فإن الغالبية هم مواطنون أمريكيون من الناحية القانونية، ويحتلون تكساس بشكل غير قانوني، تسع وخمسون رجلًا منهم كانوا مُفوّضين للاتفاقية، بينما كان واحد منهم سكرتير وليس مُفوّضًا وهو «هربرت إس. كيمبل».                                       
| جيسي بي. بادجيت                                  | سام هيوستن                        |
| جورج واشنطن بارنيت                               | هربرت سيمز كيمبل (سكرتير)         |
| توماس بارنيت                                     | وليام دي. لاسي                    |
| ستيفن دبليو. بلونت                               | ألبيرت هاميلتون لاتيمر            |
| جون دبليو باور                                   | إدوين أو. ليجراند                 |
| آسا بريغهام                                      | كولين ماكيني                      |
| أندرو بريسكو                                     | صموئيل مافريك (من مدينة بيخار)    |
| جون ويلر بونتون                                  | ميشيل بي. مينارد                  |
| جون إس. بيروم                                    | وليام منيفي                       |
| ماثيو كالدويل                                    | جون دبليو. مور                    |
| صموئيل برايس كارسون                              | وليام موتلي                       |
| جورج تشيلدريس                                    | خوسيه أنطونيو نافارو              |
| ويليام كلارك جونيور                              | مارتن بارمر (مُفوّض من سان أوغسطين) |
| روبرت م. كولمان                                  | سيدني أو. بينينجتون               |
| جيمس كولينزورث                                   | روبرت بوتر                        |
| إدوارد كونراد                                    | جيمس باور                         |
| وليام كارول كروفورد                              | جون إس. روبرتس                    |
| لورينزو دي زافالا                                |                                   |
| ريتشارد إليس، رئيس المؤتمر ومفوّض من النهر الأحمر | خوسيه فرانسيسكو رويز              |
| ستيفن إتش. ايفرت                                 | توماس جيفرسون راسك                |
| جون فيشر                                         | وليام. بي. سكاتس                  |
| صموئيل رودس فيشر                                 | جورج دبليو. سميث                  |
| روبرت توماس (جيمس جينز)                          | إيلشا ستاب                        |
| توماس جازلي                                      | تشارلز بي. ستيوارت                |
| بنيامين بريجز جورديش                             | جيمس جي. سويشر                    |
| جيسي غرايمز                                      | ديفيد توماس                       |
| روبرت هاملتون                                    | إدوين والر                        |
| بيلي هارديمان                                    | كلايبورن ويست                     |
| أوغسطين بي. هاردين                               | جيمس بي. وودز                     |